# 소볼레프 공간
해석학에서 소볼레프 공간(Соболев空間, 영어: Sobolev space)은 충분히 매끄럽고, 무한대에서 충분히 빨리 0으로 수렴하는 함수들로 구성된 함수 공간이다.
르베그 공간의 일반화이다. 기호는 {\displaystyle \operatorname {W} ^{s,p}}이며, 여기서 {\displaystyle s}는 매끄러운 정도, {\displaystyle p}는 무한대에서 0으로 수렴하는 속도를 나타낸다. 특히, {\displaystyle p=2}인 경우는 힐베르트 공간을 이루며, 이 경우는 흔히 {\displaystyle \operatorname {H} ^{s}}로 표기된다.

## 정의

### 스칼라 값 정수 차수 소볼레프 공간
다음이 주어졌다고 하자.
- 유클리드 공간의 열린집합 {\displaystyle U\subseteq \mathbb {R} ^{n}}
- 확장된 실수 {\displaystyle p\in [1,\infty ]}
- 양의 정수 {\displaystyle s\in \mathbb {Z} ^{+}}

그렇다면, {\displaystyle U} 위의 {\displaystyle (s,p)}차 소볼레프 공간 {\displaystyle \operatorname {W} ^{s,p}(U)}은 다음과 같은 함수 공간이다.
{\displaystyle \operatorname {W} ^{s,p}(U)=\left\{f\in \operatorname {L} ^{p}(U)\colon \partial _{\mu _{1}}\cdots \partial _{\mu _{k}}f\in \operatorname {L} ^{p}(M;\mathbb {K} )\qquad \forall \mu _{1},\dotsc ,\mu _{k}\in \{1,\dotsc ,n\},\,k\leq s\right\}}
여기서 {\displaystyle \operatorname {L} ^{p}}는 르베그 공간이며, 미분 연산자는 분포에 대한 미분 연산자이다. 

### 다양체 위의 소볼레프 공간
다음이 주어졌다고 하자.
- 리만 다양체 {\displaystyle (M,g)}
- 확장된 실수 {\displaystyle p\in [1,\infty ]}
- 양의 정수 {\displaystyle s\in \mathbb {Z} ^{+}}

그렇다면, {\displaystyle M} 위의 매끄러운 함수
{\displaystyle f\in {\mathcal {C}}^{\infty }(M,\mathbb {R} )}
에 대하여, 노름
{\displaystyle \|f\|_{\operatorname {W} ^{s,p}}=\int _{M}\left(|f|^{p}+(\partial _{\mu }f\partial ^{\mu }f)^{p/2}+\dotsb +(\nabla _{\mu _{1}}\dotsm \nabla _{\mu _{s}}f\nabla ^{\mu _{1}}\dotsm \nabla ^{\mu _{s}}f)^{p/2}\right)\,{\sqrt {\det g}}\,\mathrm {d} ^{n}x}
을 정의할 수 있다. {\displaystyle {\mathcal {C}}^{\infty }(M,\mathbb {R} )} 가운데, 이 노름이 유한한 원소들의 공간은 실수 노름 공간을 이루지만, 이는 완비 거리 공간이 아니다. 이에 대한 완비화인 실수 바나흐 공간을 {\displaystyle M} 위의 (s,p)차 소볼레프 공간 {\displaystyle \operatorname {W} ^{s,p}(M)}이라고 한다.:10, Definition 2.1
이 정의는 {\displaystyle M}이 유클리드 공간의 열린집합일 때 위의 정의와 동치이다 (마이어스-세린 정리 영어: Meyers–Serrin theorem).

### 벡터 다발 값 정수 차수 소볼레프 공간
다음이 주어졌다고 하자.
- 콤팩트 리만 다양체 {\displaystyle (M,g)}
- 매끄러운 벡터 다발 {\displaystyle E\twoheadrightarrow M}
- {\displaystyle E} 위의 벡터 다발 접속 {\displaystyle \nabla }
- {\displaystyle E} 위의 내적 {\displaystyle \eta \in \Gamma ^{\infty }(E^{*}\otimes E^{*})}
- 확장된 실수 {\displaystyle p\in [1,\infty ]}
- 양의 정수 {\displaystyle k\in \mathbb {Z} ^{+}}

그렇다면, 단면들의 벡터 공간
{\displaystyle \operatorname {\Gamma } ^{p}(E)={\mathcal {C}}^{p}(M,E)\cap \Gamma ^{0}(E)}
위에 노름
{\displaystyle |s|_{p,k}=\left(\int _{M}\left(\sum _{i_{1},\dotsc ,i_{p},j_{1},\dotsc ,j_{p},a,b}g^{i_{1}j_{1}}\dotsb g^{i_{p}j_{p}}\eta _{ab}(\nabla _{i_{1}}\dotsb \nabla _{i_{p}}s^{a})(\nabla _{j_{1}}\dotsb \nabla _{j_{p}}s^{b})\right)^{k/2}\right)^{1/k}}
을 줄 수 있다. 특히, {\displaystyle k=2}일 때 이는 내적
{\displaystyle \langle s|s'\rangle _{p,2}=\int _{M}\sum _{i_{1},\dotsc ,i_{p},j_{1},\dotsc ,j_{p},a,b}g^{i_{1}j_{1}}\dotsb g^{i_{p}j_{p}}\eta _{ab}(\nabla _{i_{1}}\dotsb \nabla _{i_{p}}s^{a})(\nabla _{j_{1}}\dotsb \nabla _{j_{p}}{s'}^{b})}
과 호환된다. 이 노름에 대한 완비화인 바나흐 공간을 {\displaystyle \operatorname {W} ^{p,k}(E)}라고 한다.
정의에 따라 항상
{\displaystyle \Gamma ^{p}(E)\subseteq \operatorname {W} ^{p,2}(E)}
이다. 음이 아닌 정수 {\displaystyle q}에 대하여, 만약 {\displaystyle p>(\dim M)/2+q}라면, 연속 포함 사상
{\displaystyle \operatorname {W} ^{p,2}(E)\hookrightarrow \Gamma ^{q}(E)}
이 존재한다.:Theorem Ⅲ.2.15

### 분수 소볼레프 공간
유클리드 공간이나 원환면의 경우 푸리에 변환을 사용하여, 정수가 아닌 {\displaystyle s}에 대하여 소볼레프 공간 {\displaystyle \operatorname {W} ^{s,p}}를 정의할 수 있다.
구체적으로, 임의의 두 실수 {\displaystyle s,p\in [1,\infty )}에 대하여, 유클리드 공간 {\displaystyle \mathbb {R} ^{n}} 위의 소볼레프 공간 {\displaystyle \operatorname {W} ^{s,p}(\mathbb {R} ^{n};\mathbb {K} )}는 다음과 같은 함수 공간이다.
{\displaystyle \operatorname {W} ^{s,p}(\mathbb {R} ^{n};\mathbb {K} )=\left\{f\in \operatorname {L} ^{p}(\mathbb {R} ^{n};\mathbb {K} )\colon {\mathcal {F}}^{-1}\left(1+\|\xi \|^{2}\right)^{s/2}{\mathcal {F}}f\in L^{p}(\mathbb {R} ^{n};\mathbb {K} )\right\}}
여기서 {\displaystyle ({\mathcal {F}}f)(\xi )}는 푸리에 변환이다. 마찬가지로, 원환면 {\displaystyle \mathbb {T} ^{n}} 위에도 소볼레프 공간 {\displaystyle W^{s,p}(\mathbb {T} ^{n};\mathbb {K} )}을 정의할 수 있다.

## 성질
일반적으로 ({\displaystyle s,p\geq 1}), {\displaystyle \operatorname {W} ^{s,p}(M;\mathbb {K} )}는 {\displaystyle \mathbb {K} }-바나흐 공간을 이룬다. 만약 {\displaystyle p=2}인 경우, {\displaystyle \operatorname {W} ^{s,p}(M;\mathbb {K} )}는 {\displaystyle \mathbb {K} }-힐베르트 공간을 이룬다. 만약 {\displaystyle p=\infty }일 경우, {\displaystyle \operatorname {W} ^{s,p}(M;\mathbb {K} )}는 바나흐 공간이지만 분해 가능 공간이 아니다.

### 연산에 대한 닫힘
임의의 리만 다양체 {\displaystyle M}에 대하여, {\displaystyle \operatorname {W} ^{k,\infty }(M)}의 원소들은 (L∞ 르베그 공간과 마찬가지로)점별 덧셈과 곱셈에 대하여 닫혀 있다.
{\displaystyle p<\infty }에 대하여, {\displaystyle \operatorname {W} ^{k,p}(M)}은 덧셈에 대하여 닫혀 있지만, (Lp 르베그 공간과 마찬가지로) 곱셈에 대하여 닫혀 있지 않다.

### 포함 관계
다음과 같은 소볼레프 부등식(영어: Sobolev inequality)이 성립한다. 임의의
{\displaystyle s,s'\in \mathbb {N} }
{\displaystyle p,p'\in [1,\infty )}
에 대하여, 만약
{\displaystyle {\frac {1}{p}}-{\frac {s}{n}}={\frac {1}{p'}}-{\frac {s'}{n}}}
{\displaystyle p\leq p'}
{\displaystyle s\geq s'}
이라면, 다음과 같은 포함 관계가 존재하며, 이 포함 관계는 연속 단사 선형 변환이다.
{\displaystyle \operatorname {W} ^{s,p}(\mathbb {R} ^{n})\subseteq \operatorname {W} ^{s',p'}(\mathbb {R} ^{n})}
특히, 만약 {\displaystyle s=1}이며 {\displaystyle s'=0}일 경우
{\displaystyle \operatorname {W} ^{1,p}(\mathbb {R} ^{n})\subseteq \operatorname {L} ^{np/(n-p)}(\mathbb {R} ^{n})}
이다.

### 푸앵카레-비르팅거 부등식
다음이 주어졌다고 하자.
- 확장된 실수 {\displaystyle 1\leq p\leq \infty }
- 유계 연결 열린집합 {\displaystyle U\subseteq \mathbb {R} ^{n}}
- 또한, {\displaystyle \partial U}가 립시츠 경계라고 하자.

그렇다면, 다음 조건을 만족시키는 상수 {\displaystyle C(p,U)}가 존재한다.
{\displaystyle \left\|f-{\frac {1}{\operatorname {vol} (U)}}\int _{U}f(x)\,\mathrm {d} ^{n}x\right\|_{\operatorname {L} ^{p}(U)}\leq C(p,U)\|\nabla f\|_{\operatorname {L} ^{p}(U)}\qquad (\forall f\in \operatorname {W} ^{1,p}(U))}
이를 푸앵카레-비르팅거 부등식(Poincaré-Wirtinger不等式, 영어: Poincaré–Wirtinger inequality)이라고 하며, 이를 만족시키는 최소의 상수 {\displaystyle C(p,U)}를 푸앵카레 상수(Poincaré常數, 영어: Poincaré constant)라고 한다.

## 예

### 르베그 공간
소볼레프 공간 {\displaystyle \operatorname {W} ^{s,p}}에서, 만약 {\displaystyle s=0}이라면 (즉, 매끄러움에 대한 조건을 가하지 않는다면) 이는 르베그 공간과 같다.
{\displaystyle \operatorname {W} ^{0,p}=\operatorname {L} ^{p}}

### 절대 연속 함수의 공간
실수선 {\displaystyle \mathbb {R} }의 구간 {\displaystyle I}에서, (1,1)차 소볼레프 공간은 절대 연속 함수의 공간과 같다.
{\displaystyle \operatorname {W} ^{1,1}(I)={\mathcal {C}}_{\text{abs}}^{0}(I)}
이는 절대 연속성이 ①거의 어디서나 미분이 존재하며 ②미분의 절댓값이 적분 가능 함수인 것과 동치이기 때문이다.
물론, 정확히 말하면, (1,1)차 소볼레프 공간의 원소는 어떤 절대 연속 함수와 거의 어디서나 일치하는 가측 함수들의 동치류들의 공간이다. 그러나 이러한 동치류에서는 절대 연속 함수인 유일한 대표원을 고를 수 있으므로, 이는 함수의 공간과 동치이다.
이는 1차원에서만 성립한다. 고차원 공간 위의 (1,1)차 소볼레프 공간은 연속 함수가 아닌 함수들을 포함한다. 예를 들어,
{\displaystyle (x\mapsto \|x\|^{-1})\in \operatorname {W} ^{1,1}(\mathbb {B} ^{3})}
이다 ({\displaystyle \mathbb {B} ^{3}}은 3차원 공).

### 립시츠 연속 함수의 공간
실수선 {\displaystyle \mathbb {R} }의 구간 {\displaystyle I}에서, (1,∞)차 소볼레프 공간은 립시츠 연속 함수의 공간과 같다.
{\displaystyle \operatorname {W} ^{1,1}(I,\mathbb {R} )=\operatorname {Lip} (I,\mathbb {R} )}
이는 립시츠 연속성이 ①거의 어디서나 미분이 존재하며 ②미분이 (거의 어디서나) 유계 함수인 것과 동치이기 때문이다.
물론, 정확히 말하면, (1,∞)차 소볼레프 공간의 원소는 어떤 립시츠 연속 함수와 거의 어디서나 일치하는 가측 함수들의 동치류들의 공간이다. 그러나 이러한 동치류에서는 립시츠 연속 함수인 유일한 대표원을 고를 수 있으므로, 이는 함수의 공간과 동치이다.

## 역사
세르게이 소볼레프가 1938년에 도입하였다.